# (26390) Rušin
(26390) Rušin, désignation internationale (26390) Rusin, est un astéroïde de la ceinture principale.

## Description
(26390) Rusin est un astéroïde de la ceinture principale. Il fut découvert le 19 octobre 1999 à l'Observatoire d'Ondřejov par Peter Kušnirák. Il présente une orbite caractérisée par un demi-grand axe de 2,64 UA, une excentricité de 0,09 et une inclinaison de 15,6° par rapport à l'écliptique.

## Compléments